# Atlashallen, Stockholm
Atlashallen var en byggnad i kvarteret Kolven vid Atlasmuren 1 i Vasastan, Stockholm. Byggnaden uppfördes 1929-30 och revs på  1970-talet.
| Atlashallen med sitt välvda tak och texten "Motorami" syns på en bild från 1953 bakom Sankt Eriksbron och framför Bonnierhuset. Till höger visas ett foto från 2010 med dagens kontorshus i röda tegelfasader, där Atlashallen tidigare fanns. |  | Atlashallen med sitt välvda tak och texten "Motorami" syns på en bild från 1953 bakom Sankt Eriksbron och framför Bonnierhuset. Till höger visas ett foto från 2010 med dagens kontorshus i röda tegelfasader, där Atlashallen tidigare fanns. |
| Atlashallen med sitt välvda tak och texten "Motorami" syns på en bild från 1953 bakom Sankt Eriksbron och framför Bonnierhuset. Till höger visas ett foto från 2010 med dagens kontorshus i röda tegelfasader, där Atlashallen tidigare fanns. |  | |

Atlashallen var en kombinerad hallbyggnad för tennis, verkstad och garage. Anläggningen uppfördes i samband med att det gamla industriområdet (se Atlasområdet) revs för att bereda plats för nya bostäder i slutet av 1920-talet. Hallen uppfördes åren 1929-1930 på den smala tomten mellan Atlasmuren och järnvägen. Byggmästaren var Gösta Videgård och ritningarna utfördes av Höög & Morssing. De gav byggnaden ljusputsade fasader och ett välvt tak.
Byggnaden är den enda av 1920-talsbebyggelsen i  Atlasområdet som rivits. Källaren är dock kvar; den nuvarande kontorsbyggnaden uppfördes nämligen ovanpå Atlashallens källare.